# حسن أباد قدمغاه (شورآب)
حسن أباد قدمغاه (بالفارسية: حسن‌آباد قدمگاه) هي قرية تقع في إيران في قسم شورآب الريفي. يقدر عدد سكانها بـ 131 نسمة .